# Sanja Vejnović
Sanja Vejnović (* 8. August 1961 in Zagreb, SFR Jugoslawien) ist eine kroatische Schauspielerin.

## Leben

### Karriere
Sanja Vejnović begann ihre Karriere mit dem 1978 erschienenen Film Prijeki sud. 1981 war sie als Andja im Abenteuerfilm Banović Strahinja zu sehen. Einem weiten Publikum wurde sie durch die RTL-Soap Zabranjena ljubav bekannt, in der sie die Rolle der intriganten Viktorija Novak verkörperte. Allerdings war sie dort nur ein Jahr zu sehen, ehe ihre Rolle den Serientod starb. Vejnović war des Weiteren von 2007 bis 2008 in der Telenovela Ponos Ratkajevih als Izabela „Bela“ von Ratkaj zu sehen. Von 2011 bis 2013 verkörperte sie in der bekannten Nova-TV-Telenovela Larin izbor die Rolle der Mija Petrović.

## Filmografie

### Fernsehauftritte
- 1980: Punom parom
- 2004–2005: Zabranjena ljubav
- 2006: Balkan Inc.
- 2006–2007: Bibin svijet
- 2007–2008: Ponos Ratkajevih
- 2008: Zakon ljubavi
- 2011–2013: Larin izbor
- 2014–2016: Kud puklo da puklo
- seit 2017: Čista ljubav

### Filmrollen
- 1978: Prijeki sud
- 1979: Lebt, und ihr werdet sehen (Živi bili pa vidjeli)
- 1981: Banović Strahinja
- 2004: 100 minuta Slave
- 2011: Fleke